# USS Ashuelot
El USS Ashuelot fue un cañonero de la clase Mohongo, con casco de hierro, doble casco y rueda lateral de la Marina de los Estados Unidos. Debe su nombre a un río de New Hampshire.
El contrato para la construcción del Ashuelot se adjudicó en junio o julio de 1863 a Donald McKay. Su quilla fue colocada en su astillero de East Boston, Massachusetts, en algún momento de 1864, y el buque fue botado el 22 de julio de 1865. Fue entregado al Astillero Naval de Boston el 30 de noviembre de ese año, pero como la guerra de Secesión acababa de terminar, la Armada ya no necesitaba sus servicios. En consecuencia, el Ashuelot -que había sido diseñado para operar en los ríos poco profundos y las aguas costeras de la Confederación- no entró en servicio hasta el 4 de abril de 1866, con el comandante John C. Febiger al mando.

## Hundimiento
El Ashuelot zarpó de Shanghái el 20 de junio de ese año y llegó a Nagasaki el 23 de junio. Durante los dos años y medio siguientes, navegó a lo largo de la costa china, remontó el río Yangtsé y visitó los puertos japoneses con los que había firmado un tratado. El 17 de febrero de 1883, el cañonero zarpó de Amoy y puso rumbo a Shantou. Al amanecer del día siguiente, mientras navegaba entre una espesa niebla, el Ashuelot chocó contra una roca frente a la isla de East Lamock y sufrió daños tan graves que tuvo que ser abandonado. Once hombres perecieron con el barco.